# Monbijou Theater

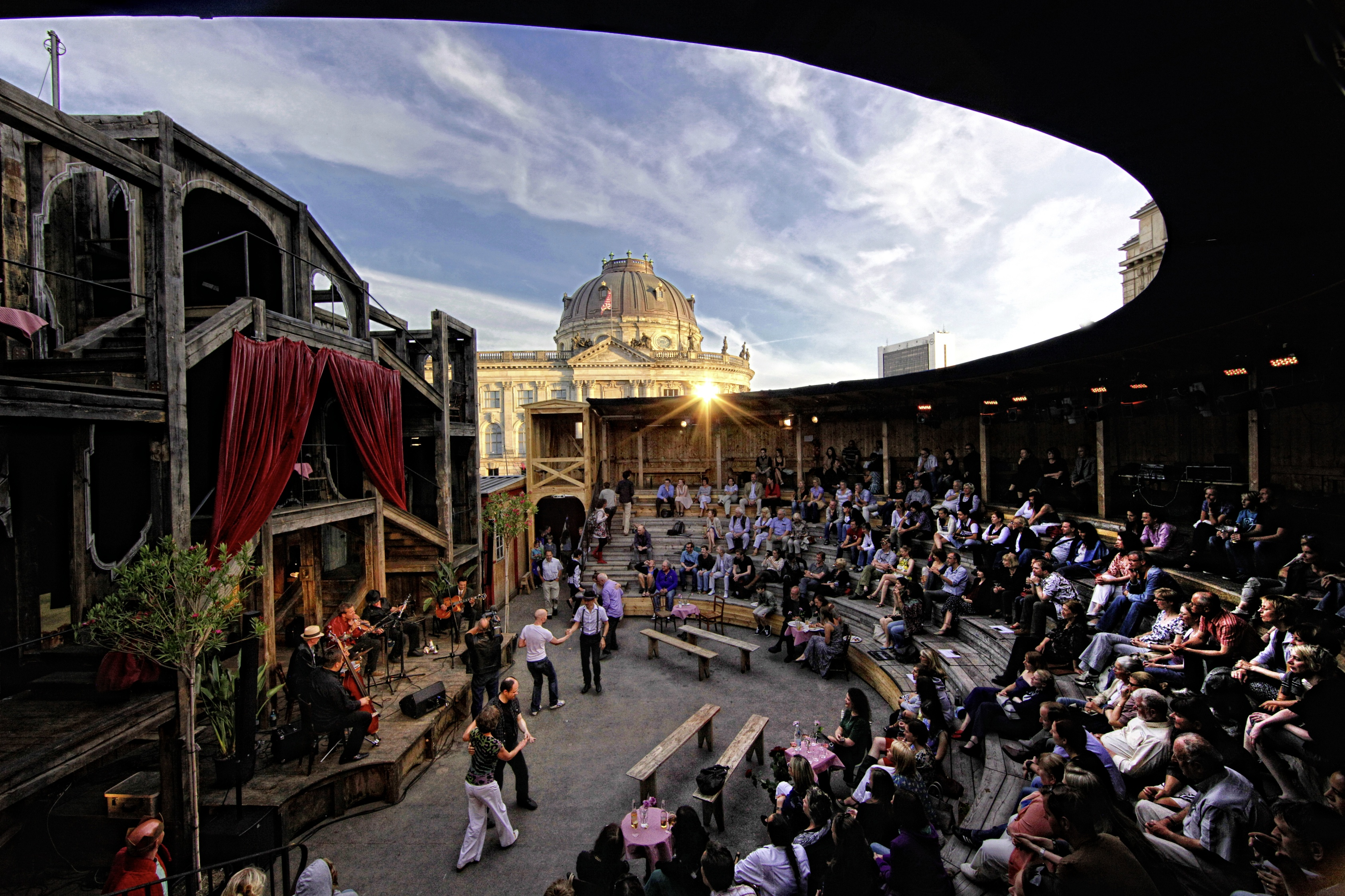
Amphitheater des Monbijou Theaters

Das Monbijou Theater, bis 2014 Hexenkessel Hoftheater, ist ein freies Open-Air-Theater in Berlin-Mitte. Das Theater befindet sich im Monbijoupark gegenüber dem Bode-Museum. Seit 1998 spielt das Ensemble im Sommer unter freiem Himmel. Im Winter werden seit 2007 die sogenannten „Märchenhütten“ als Bühne genutzt. Seit 2008 gibt es auch eine hölzerne Amphitheater-Tribüne. In der bisher erfolgreichsten Saison 2018/19 wurden über 110.000 Theater-Zuschauer gezählt.
Über die Jahre fanden immer wieder auch Gastspiele an anderen Orten in Berlin und in anderen Städten statt, etwa am Frankfurter Dom und in Hanau. Nach diversen Konflikten um den Standort änderte sich ab 2021 die Trägerschaft des Theaters an der Spree. Dieses wird seitdem vom gemeinnützigen Verein Zwei Drittel fortgeführt. Der ehemalige private Betreiber führt ein Ensemble gleichen Namens, das eine Bühne in der Baumschule Späth mit Märchen bespielt.

## Geschichte

### Anfänge
Das Monbijou Theater startete als ein Zusammenschluss des Tourneetheaters Item und des Hexenkessel Hoftheater. Wegen der größeren Bekanntheit entschlossen sich die Protagonisten zur Übernahme des Namens Hexenkessel Hoftheater. Unter diesem Namen spielte man bereits seit 1993 zunächst auf einem Hinterhof – direkt neben dem Pfefferberg und wurde mit Shakespeare-Inszenierungen berlinweit erfolgreich. Im Jahr 1999 zog die Truppe endgültig auf den Bunker im Monbijoupark.

Die Strandbar Mitte wurde zum finanziellen Zugpferd des Theaters. 2006 holte man ein Holzhaus aus Ostpolen und eröffnete es als Märchenhütte. 2007 folgte ein weiteres hölzernes, polnisch-galizisches Blockhaus auf dem Bunkerdach als neue Spielstätte, in den Monbijoupark – in der das Ensemble noch heute in den Wintermonaten vor allem Märchen der Brüder Grimm spielt. Diese sogenannten Märchenhütten wurden Jacob und die blaue Hütte genannt. In einer hierzulande einzigartigen Art des Märchenspiels werden in den beiden Holzhütten nah am Original, durch ein oder zwei Protagonisten, am knisternden Ofen, jeweils zwei Märchen am Block mit jeweils etwa einer halben Stunde Laufzeit gespielt. 

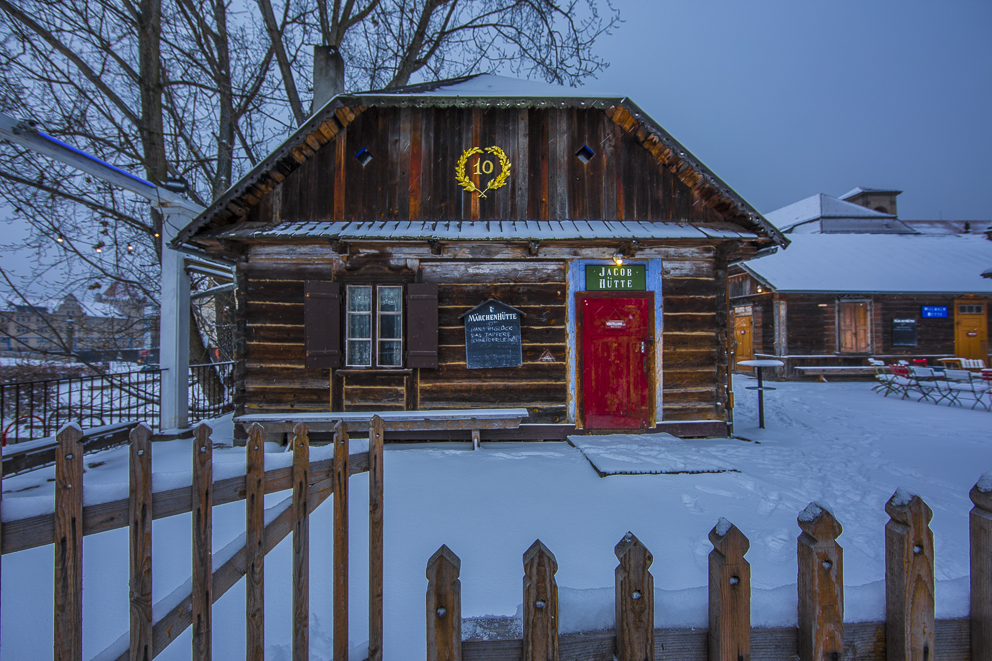
Winterliche Märchenhütte (Jacob) im Monbijoupark in Berlin-Mitte

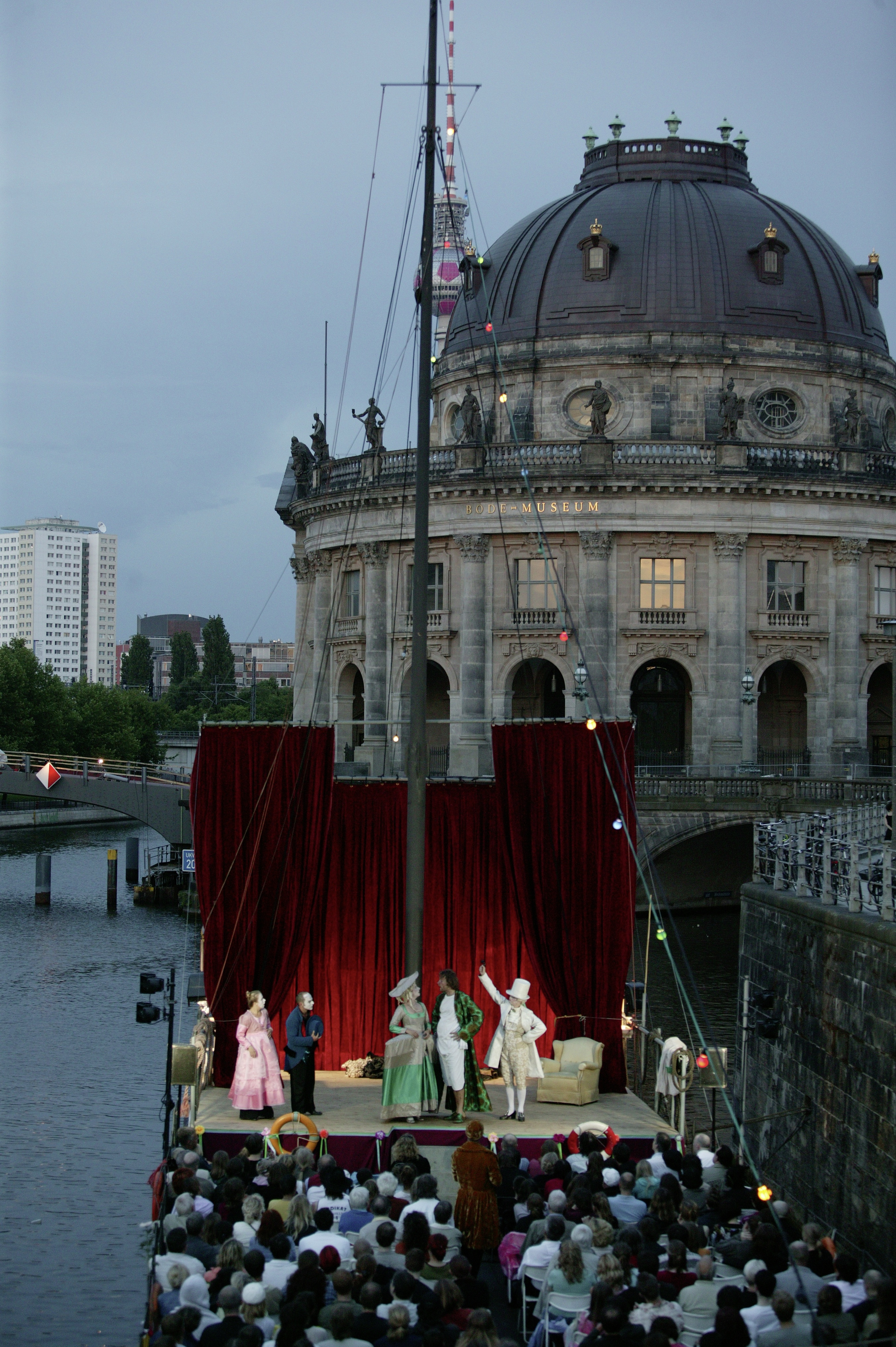
Theaterschiff des Monbijou Theater am Bode-Museum Berlin. Zähmung der Widerspenstigen, 2006

2006 bis 2007 wurde während des Umbaus des Monbijouparks aus dem historischen Hafen ein Lastkahn als Theaterschiff gemietet. Das Boot lag an der Ebertbrücke vor dem Bode-Museum. An Deck des Schiffes wurde in den Sommermonaten Theater aufgeführt und getanzt. Dafür waren eine Bühne sowie eine ebene Fläche für die Zuschauer und Tänzer errichtet worden.

### Etablierter Standort
2008 wurde erstmals ein hölzernes Amphitheater im Monbijoupark bespielt.[15] Es lehnt sich an Theaterbauten der Shakespeare-Zeit an und bietet bis heute Platz für 350 Zuschauer. 200 der Plätze sind überdacht.
Ab 2012/2013 gab es eine zweite Märchenhütte auf dem Bunker im Monbijoupark, unter dem Namen Wilhelm-Hütte. Im Sommer 2014 spielte das Theater auf einem alten Holzkarren. Vor den Augen des Publikums wurde diese mobile Bühne von den Schauspielern jeweils vor der Vorstellung an die Spitze des Bodemuseums gezogen, als Bühne genutzt, um danach wieder in den Monbijoupark zurück bewegt zu werden.
2014 benannte die Theaterleitung das Hexenkessel Hoftheater in Monbijou Theater um. Am Ende der Sommersaison 2015 gründeten Teile des Ensembles unter dem neuen Namen Hexenberg Ensemble auf den Pfefferberg in Berlin–Prenzlauer Berg ein eigenes Märchentheater. Im Park wurde jedes Jahr ein Stück inszeniert und zusätzlich in den beiden Märchenhütten im Winter mehrere Märchen. In den Spielzeiten seit 2017 erreichte das Theater jährlich sechsstellige Zuschauerzahlen.

### Konflikte um den Standort
Ab 2018 wurde der Spielbetrieb im Park von zahlreichen Konflikten überschattet. Neben Beschwerden von Anwohnern über den Lärm durch Theater und Strandbar, wurde auch der Eigentümer des Theaters Christian Schulz kritisiert, der sich weigerte Finanzströme offenzulegen. Insbesondere die Frage, ob die nur im Zusammenhang mit dem Theater genehmigte Strandbar nicht eigentlich das Kerngeschäft sei, wurde in der Kommunalpolitik diskutiert. Man wollte die Fläche zukünftig nur an gemeinnützige Träger vermieten. Hinzu kamen öffentliche Beschwerden mehrerer Ensemblemitglieder über die Arbeitsbedingungen. Mitarbeiter lösten sich und gründeten ein Konkurrenzangebot im gleichen Park. Die Genehmigung zur Nutzung der Fläche wurde dem Monbijou Theater für die Holzbühne Ende 2018, für die Märchenhütten Ende 2019 durch den Bezirk entzogen. Durch die Corona-Pandemie verzögerte sich die Frage nach dem weiteren Theaterbetrieb bis in die übernächste Saison.

### Weiterbetrieb ab 2021
2021 erwirkte Schauspielerin Irmelin Behringer mit dem Verein Einfach machen 21 die Zustimmung des damaligen Bezirksbürgermeisters Stephan von Dassel zur Wiederaufnahme des Spielbetriebes. In den Folgemonaten verhandelte der Verein "Zwei Drittel" mit dem Bezirk über die Reaktivierung des Areals.
Der Verein übernahm in der Folgezeit das etablierte Konzept und organisiert seit 2021 Sommer-Openair samt Tanz mit Pizza und Getränken am Spreeufer sowie im Winter bei Feuer und warmen Getränken Märcheninszenierungen in den Hütten auf dem Bunkerdach. Am 17. Februar 2024 wurde die Tribüne des Amphitheaters anlässlich des 80. Geburtstages des ehemaligen Kultursenators Christian Stölzl (1944–2023) unter Beisein von Margot Friedländer, in Christian Stölzl Tribüne umbenannt.
2024 eröffnete der langjährige Theaterdirektor Christian Schulz anlässlich der 35. Berliner Märchentage einen neuen Spielort in der Baumschule Späth. Dieser bezeichnet sich ebenfalls als Monbijou Theater. Von einer Scheune überdacht, werden dort die Märcheninszenierungen gespielt. Damit existieren nun zwei Theatergruppen mit dem Namen Monbijou Theater: Das von Schulz geführte Theater in der Baumschule Späth und das seit 2021 vom Verein Zwei Drittel Musiktheater e. V. getragene Theater am angestammten Platz, dem namensgebenden Monbijoupark. 

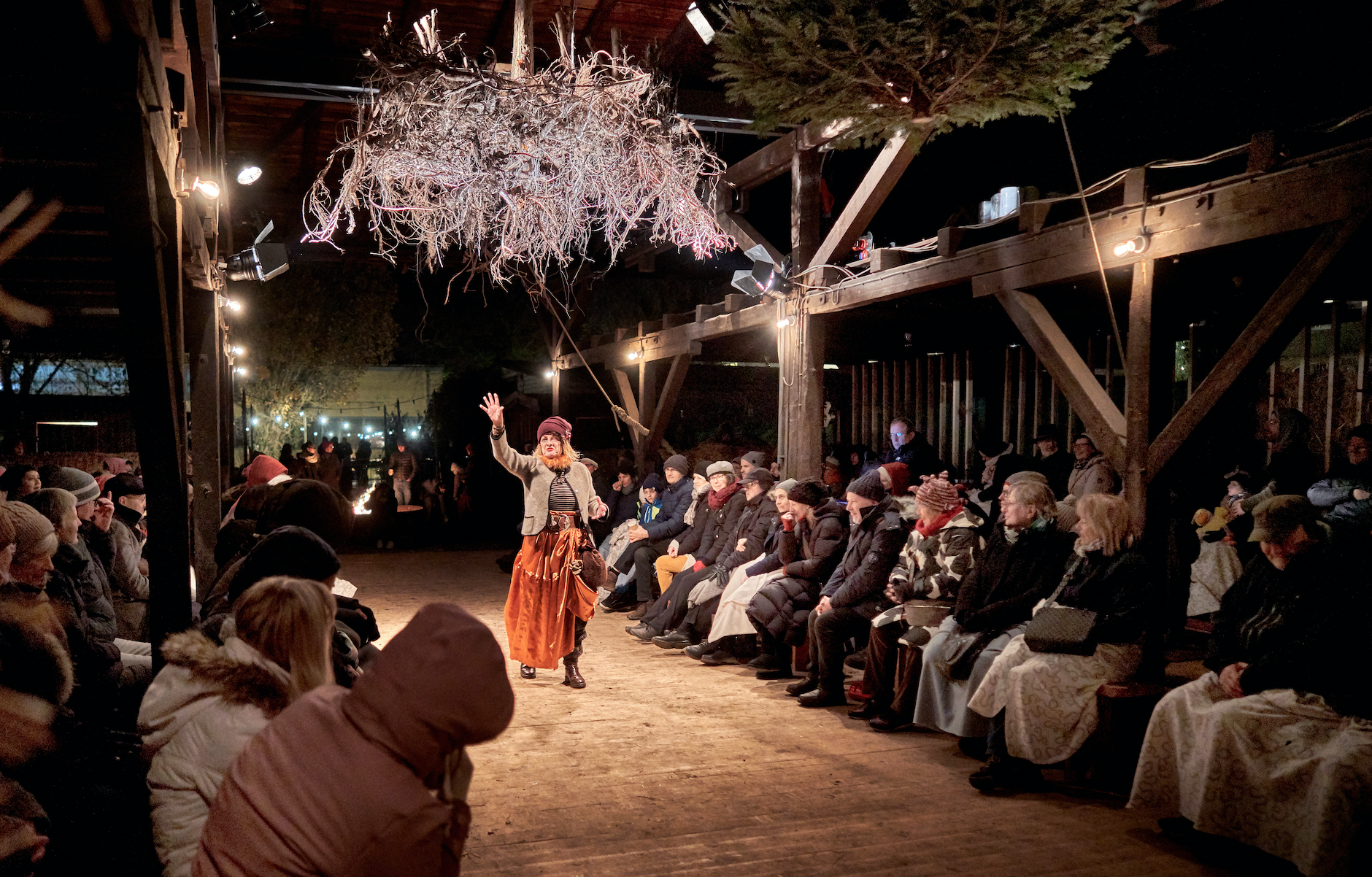
Aufführung in der Schwarzen Scheune 2024, Jochen Zick